# Gaya (Nigeria)
Pour les articles homonymes, voir Gaya.
Gaya est une zone de gouvernement local de l'État de Kano au Nigeria,.
Le dirigeant traditionnel de Gaya est connu sous le nom de Sarkin Gaya . L'actuel Sarkin Gaya, Alhaji Ibrahim Abdulkadir Gaya est sur le trône depuis sa nomination en 1990. En mai 2019, il a été élevé au rang d'émir, avec trois autres chefs traditionnels.

## Source
- (en) Cet article est partiellement ou en totalité issu de l’article de Wikipédia en anglais intitulé « Gaya, Nigeria » (voir la liste des auteurs).